# Tantilla boipiranga
Espèce
Statut de conservation UICN

 VU B1ab(iii) : Vulnérable
Tantilla boipiranga  est une espèce de serpents de la famille des Colubridae.

## Répartition
Cette espèce est endémique du Minas Gerais au Brésil.

## Description
L'holotype de Tantilla boipiranga, un mâle adulte, mesure 384 mm dont 89 mm pour la queue et pesant 9 g. Son dos est rouge orangé et le dessus de sa tête brun, son museau étant orange clair au niveau des narines. Un collier de couleur orangé s'éclaircissant sur les côtés est présent et marqué en son milieu par une fine ligne foncé et suivi d'une bande brun gris.

## Étymologie
Son nom d'espèce, du tupi mboi ou boi, « serpent », et piranga, « rouge », lui a été donné en référence à sa livrée.

## Publication originale
- Sawaya & Sazima, 2003 : A new species of Tantilla (Serpentes: Colubridae) from southeastern Brazil. Herpetologica, vol. 59, n. 1, p. 119-126 (texte intégral).